# Conus gracianus
Espèce
Conus gracianus est une espèce de mollusques gastéropodes marins de la famille des Conidae.
Comme toutes les espèces du genre Conus, ces escargots sont prédateurs et venimeux. Ils sont capables de « piquer » les humains et doivent donc être manipulés avec précaution, voire pas du tout.

## Taxonomie

### Publication originale
L'espèce Conus gracianus a été décrite pour la première fois en 1982 par les malacologistes António José da Motta (d) et Manfred Blöcher.

### Synonymes
- Conus (Darioconus) gracianus da Motta & Blöcher, 1982 · appellation alternative
- Darioconus gracianus (da Motta & Blöcher, 1982) · non accepté